# Шаблыкино (Владимирская область)
Шаблыкино — деревня в Александровском районе Владимирской области России. Входит в Каринское сельское поселение. 

## География
Примыкает к городу Струнино и в 12 км от города Александров. Деревня стоит на берегу реки Передышки (сейчас сильно обмелела) на пути из Москвы в Александров.

## История
В истории эта деревня примечательна тем, что в ней останавливался на ночлег царь Иван Грозный по пути в Александровскую Слободу. До середины XX века в селе проживали представители двух фамилий — Корягины и Холоповы.
В XIX — начале XX века деревня входила в состав Александровской волости Александровского уезда. В 1859 году в деревне числилось 41 дворов, в 1905 году — 54 дворов, в 1926 году — 108 дворов.
С 1929 года деревня входила в состав Бухарского сельсовета Александровского района, с 1940 года — в составе Каринского сельсовета, с 1948 года — в составе пригородной зоны города Александрова, с 1965 года — в составе Александровского района, с 2005 года — в составе Каринского сельского поселения.

## Население
| 1859 | 1905 | 1926 | 2002 | 2010 | 2021 |
| ---- | ---- | ---- | ---- | ---- | ---- |
| 227  | ↗283 | ↗436 | ↘76  | ↘75  | ↗83  |